# Mesochorus calidus
Mesochorus calidus is een vliesvleugelig insect uiy de familie van de gewone sluipwespen (Ichneumonidae). De wetenschappelijke naam van de soort werd in 1999 gepubliceerd door Wolfgang Schwenke. De soort werd verzameld op het Iberisch Schiereiland.